# Jeringa de Pascal
La jeringa de Pascal es un instrumento que se utiliza en los laboratorios para comprobar el principio de Pascal. Sirve también para comprobar el funcionamiento de determinadas máquinas hidráulicas.
Consiste en un recipiente horadado en diferentes partes de su superficie, se tapa cada orificio con cera u otro material, se procede a llenar con agua la jeringa y se oprime el émbolo. La presión se transmite a todo el líquido y este saldrá por los orificios con la misma fuerza.
- Datos: Q5929359